# Joakim Wallström
Börje Anders Joakim Wallström, född 2 oktober 1963 i Skellefteå, är en svensk lärare, skivbolagsdirektör, kommunpolitiker och ornitolog, bosatt i Skellefteå. Grundade 1987 tillsammans med Jörgen Dahlqvist skivbolaget A West Side Fabrication. Sjöng i bandet West European Politics under mitten av 1980-talet. Sedan 1993 Skellefteås ende Grammisvinnare (Juryns specialpris) "för att han med sitt Skellefteåbaserade skivbolag - A West Side Fabrication - kraftigt vidgat den svenska rockkartan." Har varit en drivande kraft bakom Trästockfestivalen sedan grundandet.
Sedan valet 2002 och valet 2006 var Wallström vice ordförande i Skellefteå kommuns fritidsnämnd för Vänsterpartiet, och sedan 2009 ledamot i kommunfullmäktige och byggnadsnämnden. Sedan 2018 är han ordförande i fritidsnämnden.

## West European Politics

### Medlemmar
Följande har genom tiderna varit medlemmarna i bandet.
- Joakim Wallström
- Jörgen Dahlqvist
- Niklas Gran
- Stefan Schönfeldt
- Peter Fahlgren
- Sara Lindgren
- Arne Jonasson
- Patrik Ögren
- Ulf Wiklund
- Robert Norsten

### Diskografi
Följande finns utgivet på A West Side Fabrication med West European Politics.
- We 001 West European Politics God's name in vain MC
- We 002 West European Politics Delirium is a disease of the night 7"
- We 005 West European Politics Deja'vu 7"
- We 010 West European Politics Slugging forS LP
- We 011 West European Politics Women/Peace Bird 7"